# Trichomycterus pradensis
Trichomycterus pradensis är en fiskart som beskrevs av Sarmento-soares, Martins-pinheiro, Aranda och Chamon 2005. Trichomycterus pradensis ingår i släktet Trichomycterus och familjen Trichomycteridae. Inga underarter finns listade i Catalogue of Life.